# Port Orchard
Port Orchard is een plaats (city) in de Amerikaanse staat Washington, en valt bestuurlijk gezien onder Kitsap County.

## Demografie
Bij de volkstelling in 2000 werd het aantal inwoners vastgesteld op 7693.
In 2006 is het aantal inwoners door het United States Census Bureau geschat op 7992, een stijging van 299 (3.9%).

## Geografie
Volgens het United States Census Bureau beslaat de plaats een oppervlakte van
12,7 km², waarvan 10,4 km² land en 2,3 km² water.

## Plaatsen in de nabije omgeving
De onderstaande figuur toont nabijgelegen plaatsen in een straal van 8 km rond Port Orchard.